# Pseudocuma lagunae
Pseudocuma lagunae is een zeekomma uit de familie Pseudocumatidae. De wetenschappelijke naam van de soort is voor het eerst geldig gepubliceerd in 1912 door Baker.